# Treize sites bouddhistes d'Osaka
Les treize sites bouddhistes d'Osaka (おおさか十三仏霊場, Ōsaka jūsan butsu reijō) sont un groupe de 13 sites sacrés du bouddhisme dans la préfecture d'Osaka, dédiés aux treize bouddhas. La majorité des temples de ce groupe fait partie du mouvement bouddhiste Shingon. Le groupe de pèlerinage a été créé en 1979.

## Liste
| \| Horaku-ji Shōen-ji Ebara-ji Shi Tennō-ji Jōkō-ji Kyōkō-ji Senkō-ji Taiyū-ji Kokubun-ji (Osaka) Dainembutsu-ji Hōon'in Shōren-ji Taihei-ji \| |
| Horaku-ji Shōen-ji Ebara-ji Shi Tennō-ji Jōkō-ji Kyōkō-ji Senkō-ji Taiyū-ji Kokubun-ji (Osaka) Dainembutsu-ji Hōon'in Shōren-ji Taihei-ji       |

| Nombre | Temple         | Secte               | Dédié à         |
| ------ | -------------- | ------------------- | --------------- |
| 1      | Horaku-ji      | Sennyū-ji Shingon   | Fudō-myōō       |
| 2      | Shōen-ji       | Tō-ji Shingon       | Shaka Nyorai    |
| 3      | Ebara-ji       | Kōyasan Shingon-shū | Monju Bosatsu   |
| 4      | Shitennō-ji    | Wa-shu              | Fugen Bosatsu   |
| 5      | Jōkō-ji        | Nanzen-ji Rinzai    | Jizō Bosatsu    |
| 6      | Kyōkō-ji       | Risshū              | Miroku Bosatsu  |
| 7      | Senkō-ji       | Kōyasan Shingon-shū | Yakushi Nyorai  |
| 8      | Taiyū-ji       | Kōyasan Shingon-shū | Kannon Bosatsu  |
| 9      | Kokubun-ji     | Kokubun-ji Shingon  | Seishi Bosatsu  |
| 10     | Dainenbutsu-ji | Yūzū nembutsu shū   | Amida Nyorai    |
| 11     | Hōon'in        | Daigo Shingon       | Ashuku Nyorai   |
| 12     | Shōren-ji      | Kōyasan Shingon-shū | Dainichi Nyorai |
| 13     | Taihei-ji      | Sōtō                | Kokūzō Bosatsu  |